# Alois Alzheimer

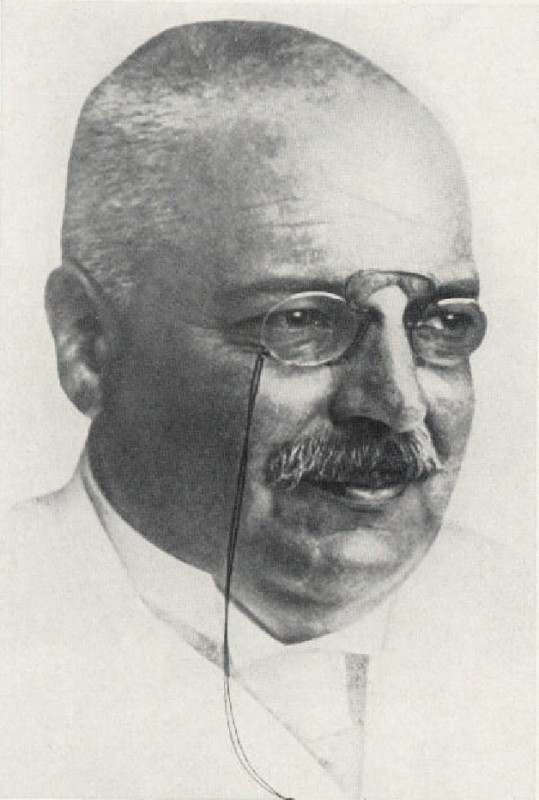
Alois Alzheimer (1915)

Alois Alzheimer (* 14. Juni 1864 in Marktbreit; † 19. Dezember 1915 in Breslau) war ein deutscher Psychiater, Neuroanatom und Neuropathologe. Er beschrieb eine Demenz, die heute als Alzheimer-Krankheit bezeichnet wird.

## Leben

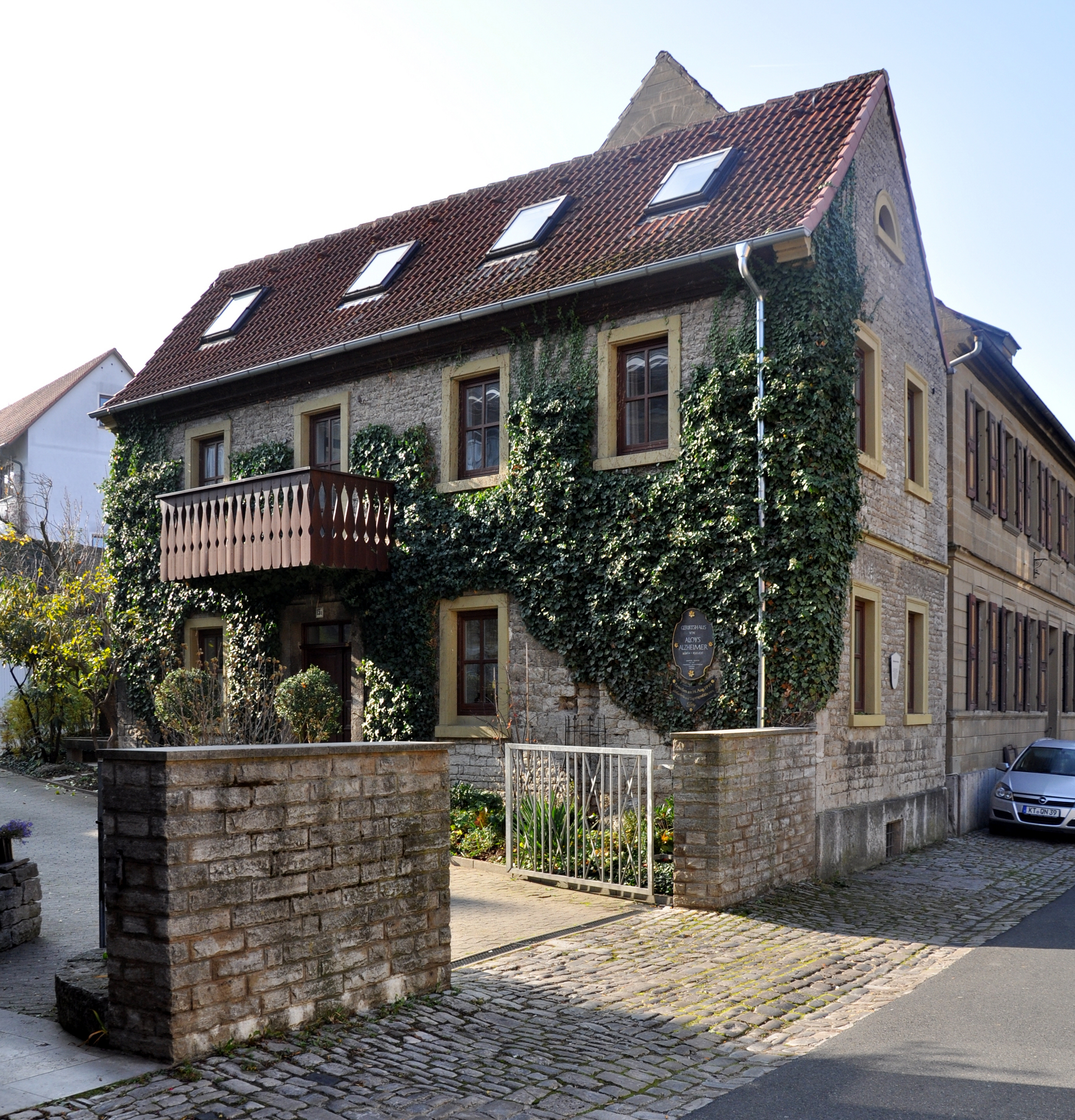
Geburtshaus in Marktbreit (2011)

Alois Alzheimer war der älteste Sohn aus der zweiten Ehe des Notars Eduard Alzheimer und seiner Frau Barbara Theresia geb. Busch, einer Schwester der 1862 verstorbenen ersten Ehefrau Eva-Maria geb. Busch. Er besuchte die Schule in Marktbreit und das nachmalige Kronberg-Gymnasium Aschaffenburg.
Alzheimer studierte Medizin an der Universität Würzburg, unterbrochen von einem Zwischenaufenthalt an der Universität Tübingen. 1884 wurde er beim Corps Franconia Würzburg aktiv. Seine 1887 unter Albert von Koelliker am Anatomischen Institut in Würzburg fertiggestellte Dissertation befasst sich mit der Histologie und Funktion der Ohrenschmalzdrüsen. Er schloss das Studium 1888 mit der Note „sehr gut“ ab und erhielt seine Approbation.

### Frankfurt a. M.
1888 bewarb sich Alzheimer erfolgreich als Assistenzarzt bei der von dem Psychiater Heinrich Hoffmann – auch bekannt als Autor der Struwwelpeter-Geschichten – gegründeten Städtischen Anstalt für Irre und Epileptische in Frankfurt am Main. Mit vereinten Kräften führten der Leiter der Anstalt, Emil Sioli, sein Oberarzt Franz Nissl und Alzheimer eine neue Behandlungsmethode für Geisteskranke ein, die sie als No restraint bezeichneten und deren wesentliches Merkmal das Vermeiden von Zwangsjacken, Zwangsfütterungen und anderen Zwangsmitteln war. Stattdessen wurde in großen Wachsälen die Bettbehandlung der Kranken eingeführt, später die Therapie besonders unruhiger Patienten durch wärmende Dauerbäder, deren Wassertemperatur vom Personal überwacht wurde. Einigen Patienten wurde gestattet, sich im Park der Klinik frei zu bewegen, andere wurden sogar zu Ausflügen in die Umgebung mitgenommen.
1894 bat ihn Wilhelm Erb, nach Algerien zu kommen und seinen Patienten Otto Geisenheimer zu untersuchen, einen Frankfurter Diamantenhändler. Der Patient litt an Gehirnerweichung und starb an der Krankheit. Alzheimer verliebte sich in die Witwe Cecilie Geisenheimer und kehrte mit ihr nach Frankfurt zurück. Von Alzheimer unbedrängt, trat die Jüdin zum katholischen Glauben über und heiratete Alzheimer im Februar 1895 kirchlich.
Im März 1895 wurde die Tochter Gertrud geboren, danach folgten die Kinder Hans (* 1896) und Maria (* 1900). Die Zeit war geprägt von familiärem Glück und beruflicher Zufriedenheit. 1901 jedoch erkrankte Cecilie Alzheimer und starb am 28. Februar. Um seinen Kummer zu bewältigen, stürzte sich Alzheimer in die Arbeit. Im November 1901 begegnete er jener Patientin, deren Beschreibung ihn später zum Namensgeber der Alzheimer-Krankheit machen sollte (siehe unten).

### Heidelberg und München
1902 wurde Alzheimer wissenschaftlicher Assistent bei Emil Kraepelin an der Psychiatrischen Universitätsklinik in Heidelberg. 1903 folgte Alzheimer seinem Mentor Kraepelin nach München. Hier vollendete er noch im selben Jahr seine Habilitationsschrift Histologische Studien zur Differentialdiagnostik der progressiven Paralyse.
Bereits zuvor hatte er sich mit diesem Thema beschäftigt; basierend auf der Untersuchung von 40 Fällen progressiver Paralyse hielt er im Jahre 1894 auf der 66. Versammlung der Gesellschaft Deutscher Naturforscher und Ärzte in Wien den Vortrag Progressive Paralyse der Jugendjahre. Auf der 68. Versammlung der Gesellschaft referierte er im September 1896 in Frankfurt erneut über Die anatomische Ausbreitung des paralytischen Degenerationsprozesses.
In München war Alzheimer Privatdozent und Oberarzt. Forschungen, wissenschaftliche Veröffentlichungen und Vortragsveranstaltungen prägten diese Zeit.
1906 verstarb die Demenzpatientin Auguste Deter, die Alzheimer in Frankfurt untersucht hatte. Er ließ sich die Krankenakte und das Gehirn nach München senden und untersuchte das Gehirn. Im November berichtete er in einem Fachvortrag über die auffälligen Veränderungen im Gehirn der Patientin. Im folgenden Jahr veröffentlichte er den Beitrag Über eine eigenartige Erkrankung der Hirnrinde in der Allgemeinen Zeitschrift für Psychiatrie.
Als Alois Alzheimer 1911 das Gehirn seines verstorbenen Patienten Johann F. untersuchte, fand er auch hier auffällige Veränderungen. Diese werden heute als „plaque-only“-Variante der Demenz bezeichnet. Alzheimer stellte daran gleichartige Gewebsveränderungen des Gehirns auch bei Fällen von seniler Demenz fest. Er kam zu der Überzeugung, dass die senile Demenz eine später einsetzende und langsamer verlaufende Variante der von ihm 1906 beschriebenen Krankheit sei. Diese Auffassung hat bis heute zu der unzutreffenden Unterscheidung von seniler und präseniler Demenz geführt.

### Breslau

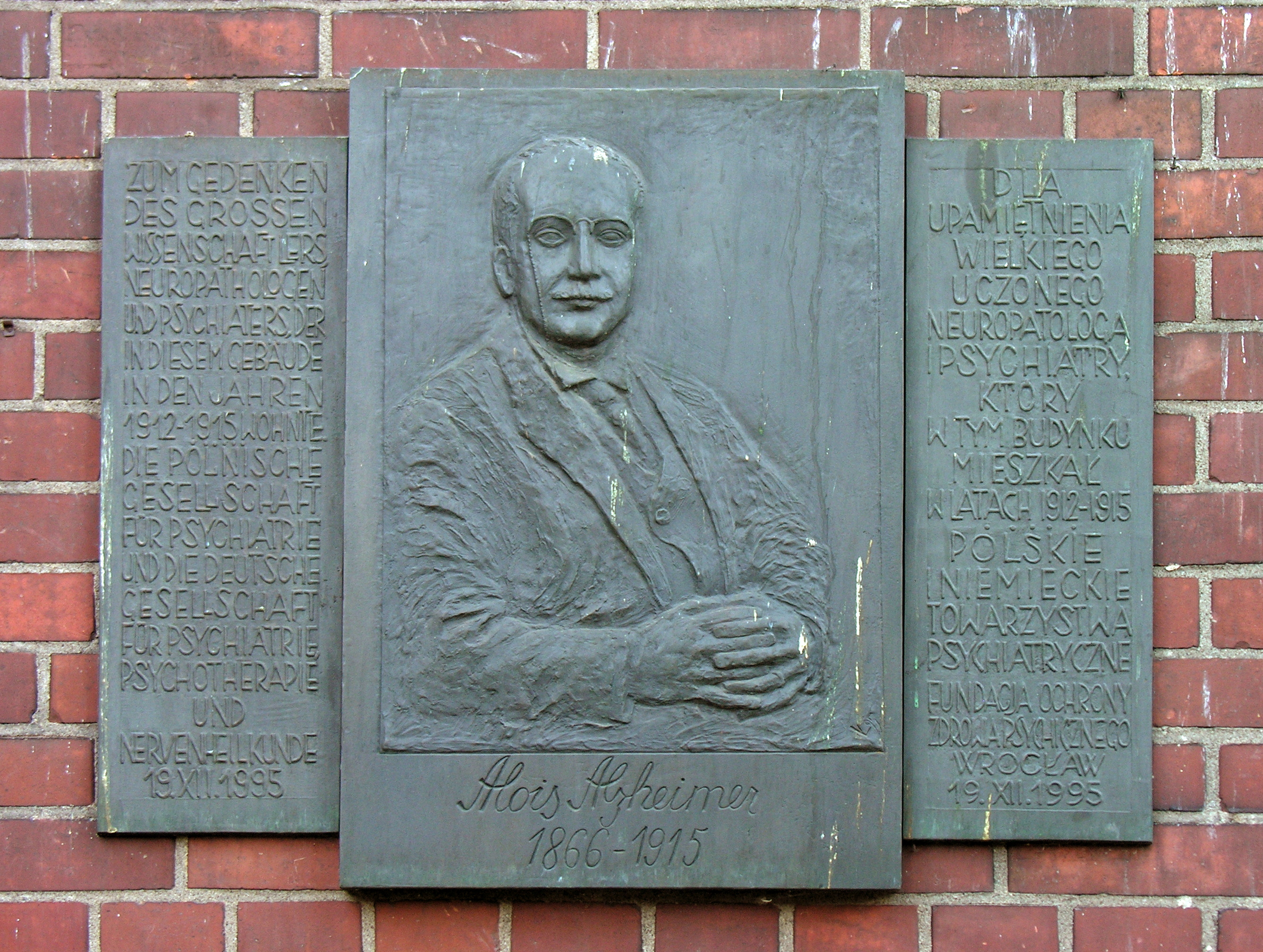
Gedenktafel in Breslau

Alzheimers letzte Lebensstation war Breslau. 1912 übernahm er die Nachfolge Karl Bonhoeffers als ordentlicher Professor an der Friedrich-Wilhelm-Universität und Direktor der „Königlich Psychiatrischen und Nervenklinik“. Dabei half die Fürsprache seines Lehrers Kraepelin, denn der Favorit für diese Stelle war Eugen Bleuler aus Zürich gewesen.

### Krankheit und Tod
1915 kam es zu einem rapiden Verfall seiner Gesundheit. Herzbeschwerden, Nierenversagen und Atemnot deuteten auf ein rasches Ende hin. Alzheimer starb mit 51 Jahren im Kreis seiner Familie. Vier Tage später wurde er auf dem Hauptfriedhof (Frankfurt am Main) neben seiner Frau beigesetzt (Gewann J an der Mauer 447a).
An seiner Klinik absolvierte auch kurzfristig Hans Gerhard Creutzfeldt einen Teil seiner neurologischen Weiterbildung und behandelte dort 1913 eine junge Frau, bei der er erstmals eine spongiforme Enzephalopathie beschrieb, die er aber erst 1920 publizieren konnte und die dann nach ihm und dem Neurologen Alfons Jakob als Creutzfeldt-Jakob-Krankheit bezeichnet wurde.

## Der Fall Auguste Deter

### Aufzeichnung der Verhaltensauffälligkeiten (1901)
Am 25. November 1901 begegnete Alzheimer in der Frankfurter Heilanstalt der Patientin, die ihn berühmt machen sollte: Auguste Deter. Ihr Ehemann brachte sie in die Anstalt, nachdem sie sich innerhalb eines Jahres stark verändert hatte. Sie war eifersüchtig geworden, konnte einfache Aufgaben im Haushalt nicht mehr verrichten, versteckte Gegenstände, fühlte sich verfolgt und behelligte aufdringlich die Nachbarschaft. Das Krankenblatt von Auguste D. wurde 1996 im Archiv der psychiatrischen Klinik in Frankfurt am Main wiedergefunden und wird heute im Institut für Stadtgeschichte aufbewahrt.

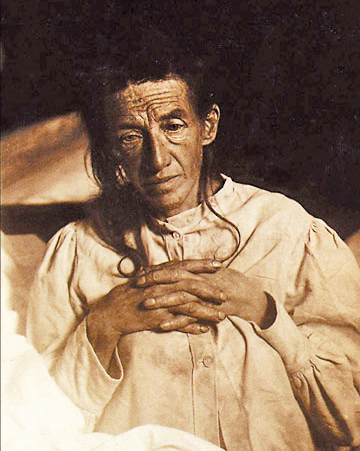
Auguste Deter

Alzheimer protokollierte – wie stets – die ersten Daten und Befunde. Er fragte:
„Wie heißen Sie?“
„Auguste.“
„Familienname?“
„Auguste.“
„Wie heißt Ihr Mann?“ – Auguste Deter zögert, antwortet schließlich:
„Ich glaube... Auguste.“
„Ihr Mann?“
„Ach so.“
„Wie alt sind Sie?“
„51.“
„Wo wohnen Sie?“
„Ach, Sie waren doch schon bei uns.“
„Sind Sie verheiratet?“
„Ach, ich bin doch so verwirrt.“
„Wo sind Sie hier?“
„Hier und überall, hier und jetzt, Sie dürfen mir nichts übel nehmen.“
„Wo sind Sie hier?“
„Da werden wir noch wohnen.“
„Wo ist Ihr Bett?“
„Wo soll es sein?“
Zu Mittag isst Frau Auguste D. Schweinefleisch mit Karfiol.
„Was essen Sie?“
„Spinat.“ (Sie kaut das Fleisch)
„Was essen Sie jetzt?“
„Ich esse erst Kartoffeln und dann Kren.“
„Schreiben Sie eine fünf.“
Sie schreibt: „Eine Frau“
„Schreiben Sie eine Acht.“
Sie schreibt: „Auguste“ (Beim Schreiben sagt sie wiederholt: „Ich habe mich sozusagen verloren“.)
In den nächsten Wochen bestätigten weitere geduldige Befragungen die schwere geistige Verwirrung. Die Patientin jammerte oft und sagte „ach Gott“. Alzheimer stellte fest, dass die Patientin keine Orientierung über Zeit oder Aufenthaltsort hatte, sich kaum an Einzelheiten aus ihrem Leben erinnern konnte und oft Antworten gab, die keinen Bezug zur Frage hatten und auch sonst ohne Zusammenhang blieben. Ihre Stimmungen wechselten rasch zwischen Angst, Misstrauen, Ablehnung und Weinerlichkeit. Man konnte sie nicht allein durch die Räumlichkeiten der Klinik gehen lassen, da sie dazu neigte, allen anderen Patienten ins Gesicht zu fassen, und dafür von diesen geschlagen wurde.
Es war nicht das erste Mal, dass Alzheimer einem schwer verwirrten Patienten begegnete. Früheren Fällen mit ähnlichen Befunden hatte er aber keine Bedeutung beigemessen, weil die Patienten oft annähernd 70 Jahre oder älter waren. Auguste Deter machte ihn neugierig, denn zum Zeitpunkt ihrer Einlieferung war sie erst 51 Jahre alt. Bei einer Befragung äußerte sie mehrfach: „Ich habe mich sozusagen selbst verloren“ – sie war sich ihrer Hilflosigkeit offensichtlich bewusst. Alzheimer gab dem Krankheitsbild den Namen „Krankheit des Vergessens“.
Später erkundigte er sich von München aus in Frankfurt nach Deters Zustand und verhinderte ihre aus Kostengründen geplante Verlegung in eine andere Klinik, da er diese Patientin unbedingt noch einmal untersuchen wollte – nach ihrem Tod.

### Untersuchung des Gehirns (1906)
Am 9. April 1906 erhielt Alzheimer in München einen Anruf aus Frankfurt: Auguste Deter war verstorben. Alzheimer ließ sich die Krankenakte und das Gehirn der Patientin zuschicken. Die Akte ergab, dass sich der Geisteszustand in den letzten Jahren massiv verschlechtert hatte. Todesursache war eine durch Dekubitus (Wundliegen) hervorgerufene Blutvergiftung.
Die mikroskopische Untersuchung des Gehirns ergab flächenweise zugrunde gegangene Nervenzellen und Eiweißablagerungen (sogenannte Plaques) in der gesamten Hirnrinde. Am 3. November 1906 stellte Alzheimer auf einer Fachtagung in Tübingen vor Psychiatern und Nervenärzten das später nach ihm benannte Krankheitsbild als eigenständige Krankheit vor. Diskussions-Meldungen der Kollegenschaft blieben aus.

## 100. Todestag

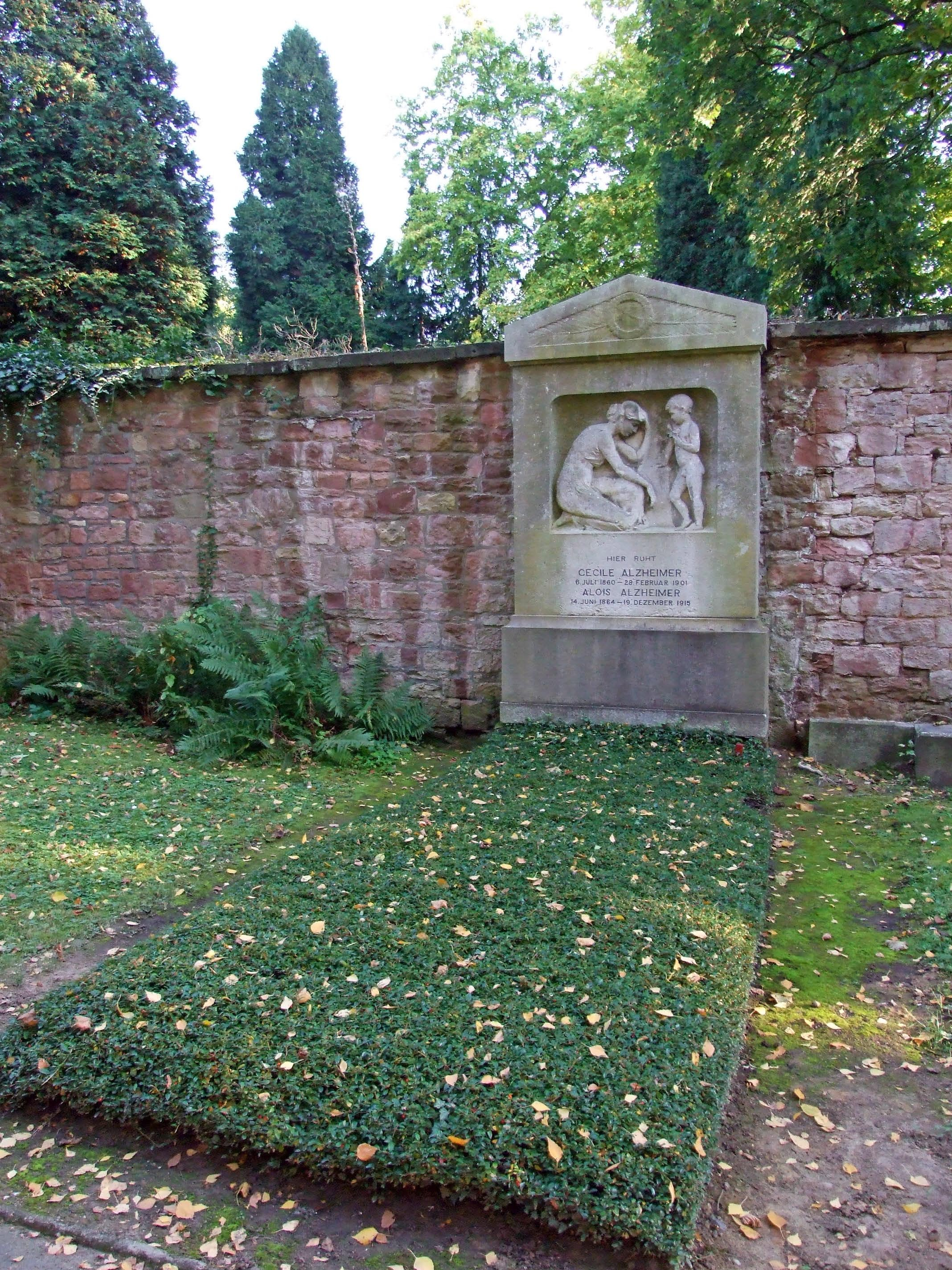
Alzheimers Grab

Der 100. Todestag Alzheimers fand in zahlreichen Laien- und Fachmedien Beachtung. Die Beiträge dazu gingen meist sowohl auf sein Leben und Wirken wie auch auf den Fall Auguste Deter ein, ebenso auf die immer noch unzureichende Diagnostik und Therapie.
Die Klinik für Psychiatrie und Psychotherapie der Universität München veranstaltete am 19. Dezember 2015 eine Tagung zum Gedenken an Alois Alzheimer, der an dieser Klinik tätig gewesen war und dort die Untersuchungen zu Auguste Deter fortgeführt hatte.
Zum 100. Todestag gab es am Tübinger Zimmertheater eine szenische Lesung mit dem Titel Die Akte Auguste D. Die Texte stammen von dem Neurologen Konrad Maurer – er hatte diese Akte 1996 entdeckt – und dessen Frau Ulrike. Eingerichtet wurde die Lesung von Michael Hanisch; die Dramaturgin war Ulrike Hofmann-Paul. Schon 15 Jahre vorher war das Stück am Zürcher Neumarkt-Theater gezeigt worden, ebenso zum 100. Todestag Auguste Deters in Frankfurt.

## Gedenkstätten und Benennungen
In Marktbreit wurde 1995 zum 80. Todestag in seinem Geburtshaus in der Ochsenfurter Straße 15 a eine Alois-Alzheimer-Gedenk- und Tagungsstätte mit einem kleinen Museum in vier Räumen eingerichtet.
Die Klinik für Psychiatrie und Psychotherapie der Universität München, Nußbaumstraße 7, bewahrt im Alois-Alzheimer-Saal eine psychiatriehistorische Sammlung, zu der auch Zeugnisse zu Alzheimer und dessen Zeit gehören.
Im Münchner Klinikviertel in der Rückertstraße 1 findet sich eine freistehende Gedenktafel vor seinem (erhaltenen) Wohnhaus.
In Weßling, wo Alzheimer während seiner Münchner Zeit auch lebte, gibt es in der Nähe des Weßlinger Sees ein Alzheimergaßl. Im Neubaugebiet Ohrenberg der Stadt Marktbreit ist die Dr.-Alois-Alzheimer-Straße nach ihm benannt, in Aschaffenburg die Alois-Alzheimer-Allee.
In der ulica Odona Bujwida 42 (früher Auenstraße 42) in Breslau erinnert seit 1995 eine Tafel an seine dortige Tätigkeit.
Die Deutsche Alzheimer Gesellschaft hat Niederlassungen in zahlreichen deutschen Städten.
Auf dem Campus Westend der Goethe-Universität Frankfurt am Main befindet sich seit 2005 eine große Gedenktafel zu Ehren Alzheimers.
In der Tübinger Hafengasse 6 befindet sich eine Tafel zum Gedenken an Alzheimers Aufenthalt hier als Student 1886/87 sowie seine erstmalige öffentliche Darstellung der Altersdemenz, „Alzheimer Erkrankung“, in der Tübinger Nervenklinik.  Dort ist auch das »Alois-Alzheimer-Auditorium« nach ihm benannt und es gibt eine Gedenktafel.

## Schriften (Auswahl)
In seinem Werk behandelt Alzheimer hauptsächlich die Themen progressive Paralyse, Atherosklerose der Gehirngefäße, Alkoholkrankheit und Epilepsie.
- Ueber die Ohrenschmalzdrüsen. In: Wiener klinische Wochenschrift. III. Jahrgang, Nr. 1. Alfred Hölder, Wien 2. Januar 1890 (Digitalisat). (Separatabdruck aus den Verhandlungen der Physikalisch-Medizinischen Gesellschaft zu Würzburg, N. F. XXII. Bd., Würzburg 1888.)
- Die Paralysis progressiva der Entwicklungsjahre. In: Neurologisches Centralblatt. Nr. 20, 1894.[22]
- Die Frühform der allgemeinen progressiven Paralyse. In: Zeitschrift für Psychiatrie. Band 52.[22]
- Ein Fall von luetischer Meningomyelitis und Encephalitis. In: Deutsches Archiv für klinische Medicin. Band 57, Nr. 4–6, 1897.[23]
- Die Colloidentartung des Gehirns. In: Deutsche medicinische Wochenschrift. Nr. 37–38, 1898.[24]
- Neuere Arbeiten über die Dementia senilis und die auf atheromatöser Gefässerkrankung basierenden Gehirnkrankheiten, in: Monatsschrift für Psychiatrie und Neurologie 1898; 3, S. 101–115 (Digitalisat)
- Ueber die anatomische Ausbreitung des paralytischen Degenerationsprocesses. 1899.[25]
- Ein Beitrag zur pathologischen Anatomie der Epilepsie. In: Monatsschrift für Psychiatrie und Neurologie. Band 5, 1899.[26]
- mit Franz Nissl: Histologische und histo-pathologische Arbeiten über die Großhirnrinde mit besonderer Berücksichtigung der pathologischen Anatomie der Geisteskrankheiten, 6 Bände. Jena 1904–1918.
- Über eine eigenartige Erkrankung der Hirnrinde. Allgemeine Zeitschrift  für Psychiatrie 64 (1907), S. 146–148.
- Der Krieg und die Nerven. Preuß & Jünger, Breslau 1915.

Dokumentation (3 Folgen): Alois Alzheimer – Verloren im Vergessen: Deutsche TV-Premiere: 25. Juli 2014 (ARD-alpha), Regie: Jörg Richter